# ゲーム★マニアックス
『ゲーム★マニアックス』は、アニマックスで2012年7月7日から2020年7月まで毎週土曜日23:00 - 23:30（JST）後に23:30 - 0:00（JST）に放送されていたテレビゲームを題材とした情報番組（ゲーム番組）。隔週で新作放送。無料放送（ノンスクランブル枠）。略称はゲーマニ。

## 概要
アニマックスが電撃ゲームメディアとタッグを組んで制作するオリジナル番組。
初代MCを務めたのは芸能界においてゲーム好きで知られる佐藤かよ（2016年12月まで）。2017年1月7日放送より2代目MCにIMALUが就任。
番組監修を担当する電撃PlayStation編集長の西岡美道がご意見番として出演する。さらに、女性アシスタントらによる番組オリジナルユニット“マックス★ガールズ”がスタジオ出演のほかリポーターを務める。
マックス★ガールズ
番組開始当初は“マックスガールス”（仮名）として毎回3人がスタジオ出演。新メンバーと正式ユニット名を募集していた。第5回から揃いのユニフォームを着用。第9回（2012年10月27日）に正式ユニット名とメンバーが決定。第20回（2013年3月30日）より新メンバーを加えた第2期マックス★ガールズ始動。制服も変更&2パターンになった。第59回（2014年9月27日）に制服を再リニューアル。

## 出演
MC
- IMALU

ご意見番
- 西岡美道（電撃PlayStation編集長）

マックス★ガールズ
- 渚（#20- ）
- 武石あゆ実（#31- ）
- 船田真妃（#46- ）
- 初音（#72- ）
- 黒田瑞貴（#78- ）
- 笠原美香（#100- ）
- 山田美菜子（〃）
- 川部真未（#105- ）
- 服部彩加（#175- ）
- 森崎はるか（#175- ）
- 音羽里奏

### 過去
MC
- 佐藤かよ（#1-116）

ご意見番
- 江口聡（#1-124）
- 豊島秀介（#125-184）

マックス★ガールズ
- 浅木一華（#1-4/暫定メンバー）
- 清水千尋（#6、7/同上）
- 横地尚子（#1-43）
- 中畑美香（#5-45）
- 芦澤佳純（#7-45）
- 奥紗瑛子（#20-45）
- 太田希望（#1-69）
- 都丸ちよ（#46-71）
- 鈴木千絵里（#46-77）
- 槙田りおな（#73-88）
- Rana（#89-104）
- 坂井麻美（#46-180）
- 水森友香（#100-180）

ゲスト
※P=プロデューサー
| 回  | スタジオ / VTR出演 |
| --- | --- |
| 14  | 小林裕幸（カプコンP）、富澤祐介（バンダイナムコゲームスP）、名越稔洋（セガP）、丸尾加奈江（アスキー・メディアワークスP）                                                     |
| 15  | 小林裕幸 |
| 20  | 志倉千代丸（MAGES.代表取締役社長） |
| 36  | 浅野智也（スクエニP） |
| 37  | / HIMEKA |
| 39  | / 宮崎美穂 |
| 40  | 玉置聡（SCEジャパンマーケティング部）、渡辺祐介（SCEジャパンスタジオシニアP）、是角有二（コナミデジタルエンタテインメントP）、鯉沼久史（コーエーテクモゲームス取締役副社長） |
| 47  | / 遠藤ゆりか |
| 52  | 吉澤純一（SCE） |
| 53  | 酒井智史（セガP） |
| 56  | 浅野智也 |
| 59  | 中山雅弘（セガP）、高橋未奈美 |
| 62  | / 電撃FIGHTINGガールズ（芦澤佳純・十束祐梨子・高橋百合子・高田亜鈴） |
| 63  | 都築靖之（セガP） |
| 64  | 楊彬（Kongzhong JP代表取締役）/ スクパイガールズ（永瀬友里加・藤本真由） |
| 66  | 西村有紀（ミストウォーカープランナー）、藤坂公彦（〃デザイナー） |
| 69  | 名越稔洋 |
| 70  | 八代慎也（日本一ソフトウェア） |
| 71  | 西岡美道（電撃PlayStation編集長）、森本翔子（電撃Girl'sStyle副編）、染谷行人（電撃オンライン編集部）                                                                         |
| 72  | 浅野智也 |
| 73  | 真帆（ゲームロフトPR担） |
| 76  | 和田和久（アトラスP）、三輪喜由（〃プログラマー） |
| 77  | / 弥生（ティケ役） |
| 78  | 小林裕幸 |
| 79  | 酒井智史、栗原俊幸（テクノブラッドP） |
| 81  | / めるたん、伊月ゆい |
| 82  | 岩谷徹 |
| 84  | 本山真二（セガP） |
| 86  | 松川美苗（カプコンP）、木下研人（〃D） / 芦澤佳純 |
| 87  | 駒田航、上原すず |
| 89  | / 電撃FIGHTINGガールズ（十束おとは・芦澤佳純・かいありさ） |
| 91  | 小林裕幸、鯉沼久史、森田英克（KLabCGO） |
| 93  | 杉山晃一（カプコンP） |
| 94  | 赤石沢賢（スクエニローカライズP） |
| 96  | 千木良章（電撃PlayStation副編）、森本翔子、飯塚武史（電撃オンライン編集部）                                                                                                  |
| 97  | eyes、Revol（ともにLJL実況） |
| 98  | 石立大介、安次嶺クリス（ともにSIEローカライズP）、西くぼアナ |
| 99  | 岩崎慎吾（6wavesP）、七瀬さくら |
| 105 | 浜中剛、横田純、入間川幸成（ともにSYUPRO-DX） |
| 106 | / 天野由加里、七瀬さくら |
| 110 | 二見鷹介（バンダイナムコP） |

## コーナー
スクープ!マニアックス
毎回マックス★ガールズの2人が話題の新作をリリースするゲームメーカーを訪問、関係者から初出し情報を聞き出すロケ企画。初回より実施。
第8回（2012年10月13日初回）では、通常コーナーのほかに「スクープマニアックスin東京ゲームショウ2012」と題して、ベテランチーム（太田・横地）と新人チーム（中畑・芦澤）に分かれて対決。会場ブースのメーカー関係者を直撃してどちらがすごいスクープを取れたかを、最後に取材で来ている江口編集長に判定してもらうという企画を行なった。結果は引き分け。
発掘!マニアックス
まだ広く知られていないソフトからアニメ系タイトルを中心にピックアップ。マックス★ガールズの2人が、その魅力を独自の視点でプレゼンしていく。当初は各々のプレゼン後に江口編集長が100点満点で採点していたが、第16回から勝敗はつけないことになった。スタジオコーナー。初回より実施。
Pトーク
話題のゲームのプロデューサーをスタジオに招き、最新情報から裏話まで直接聞く。本コーナー開始当初は、まず1問1答形式でマックス★ガールズが1人ずつ順番にプロデューサーへ10の質問を行い、回答結果を振り返りながらプロデューサー本人の情報も聞き出していた。29回より実施。
西岡タクシー
流しの個人タクシー運転手に扮した西岡編集長が、現在の気分をマックス★ガールズ1名（回替わり）に質問し、最適なゲームタイトルに「案内」する。185回より実施。
プレゼン!マニアックス
最新タイトル1作をゲームメーカー発信のPVにナレーションをのせて紹介（30秒-60秒）。当コーナーのみ毎週更新。
マックス★ガールズコレクション
IMALUがマックス★ガールズのゲーム愛を世の中に発信する。

### 過去
レギュラーコーナー
江口聡の俺の話を聞け!!（#1-24）
今のゲーム界を知る上で、重要なキーワードを毎回1つピックアップ。江口編集長が講義形式で解説する。
エグー知恵袋
ゲームに関する視聴者の疑問に江口総編集長が直接答える。「俺の話を聞け」の代替で第23回に実施。
電撃 ゲーム総研（#25-45）
ゲームユーザーの疑問や悩みを解消するために設立されたゲームの研究機関という設定で、所長の江口が視聴者から寄せられたゲームに関する疑問や質問に答える。
インディーズ・ジョーズ（#53-123）
江口総編集長オススメの今注目すべきインディーズゲームを紹介する。“インディアナ・ジョーンズ”のような衣装の、江口扮するインディーズ・ジョーズが世界を巡る冒険の中で発見したインディーズゲーム界の秘宝を披露するという設定。江口がゲームをプレイしてみせながら、マックス★ガールズ1名（回替わり）に魅力を伝える。
Dr.豊島のゲーマニクリニック（#127-184）
医師に扮した豊島総編集長が、ゲームの嗜好に関してマックス★ガールズ1名（回替わり）に問診を行い、最適なゲームタイトルを「処方」する。
かよの今日のハッケン!
佐藤かよが番組収録中に発見したことをエンディングで発表する。第24回から実施。
特別企画
えぐち家新年会（#14）
新年特別企画。スタジオにゲーム業界から名立たるゲストを招き、コタツでくつろぎながらゲームの最新情報や新年の抱負などを聞く。
新作ゲーム開発委員会（#15、53）
マックス★ガールズが自ら考えたゲーム企画を、スタジオゲストのゲームメーカー関係者にプレゼン。その出来を評価してもらう。
コラボマニアックス（#29、30）
アプリゲーム『ロード・オブ・ザ・ドラゴン』『エターナルアップライジング』と番組がコラボ。視聴者全員にアイテムセットやマックス★ガールズをモチーフにした限定コラボキャラクターをプレゼントする。4週連続で実施。“プレゼン!マニアックス”の代替で毎週更新。
新メンバーオリエンテーション（#46、47）
新加入したマックス★ガールズに、ゲーム会社に取材に行く際の心得を、取材のプロ・江口総編集長が伝授する。
ゲーム機を使いこなせ!（#49、50）
最新のゲーム機の使い方を江口総編集長に教えてもらう。
江口トレンディ（#51、52）
知っていると自慢できる押さえておくべきゲーム業界のトレンドを江口編集長が紹介。

## テーマ曲
エンディングテーマ
- nothing ever lasts 「Love Goes Around」（#1-19）
- LinQ 「全力Everyday」（#20-27）
- 小松未可子 「ABC 終わらないサンバを刻みはじめました。ver.」（#28-40）
- 藍井エイル 「アストラル」（#41-47）
- 福原香織とRAB 「ウルトラオレンジ」（#48-60）
- 佐藤聡美 「アキノソラ」（#61-65）
- FEMM 「Astroboy feat.Honey-B&W-Trouble」（#66-73）
- STARMARIE 「ぐらんぱぐらんぱ」（#74-83）
- Especia 「Boogie Aroma」（#84-92）
- LUI FRONTiC 赤羽JAPAN 「シェアプリ」（#93-96）
- GILLE 「Beautiful」（#97-109）

## スタッフ
- 企画：斎藤広明、飯田大輔（電通）
- 監修：豊島秀介（電撃ゲームメディア総編集長）
- 企画協力：アスキー・メディアワークス、電通
- ナレーター：今野宏美
- 構成作家：市川篤
- スタジオ美術：清水久、宇野宏美
- CG：前川陽介、有働康隆
- オープニングCG：ナカマノリヒサ（エイプリルズ/#20- ）
- EED・MA：RAFT（#15- ）、麒麟スタジオ
- 技術協力：プラスミック・シーエフピー（#13- ）
- 美術協力：アックス
- AD：西本賀一（#66-）、多田卓矢（#74-）、佐藤桃子（#74-）
- AP：熱海正志（#61- ）
- ディレクター：出井文明、本間淳巳（#13-）
- 演出：三浦ケンタロウ、宍戸透（#93）
- アソシエイトプロデューサー：成毛克憲
- プロデューサー：北村亮、和田亮二郎（PLUSMIC CFP）
- 制作：PLUSMIC CFP（#13- ）
- 製作著作：ANIMAX

過去
- EED・MA：e-naスタジオ（#1-）、オムニバス・ジャパン（#1）、ビームテレビセンター（#13）
- EED：まるビデオ（#14）
- MA：STUDIO NAO（#14）
- 技術協力：ゼータ（#1-12）
- AD：森友絵（#1-）、山崎格（#13-71）、岩尾将平（#44-）、近野成美（#38-）
- AP：久保幸恵（#13-60）
- ディレクター：小島隆補
- プロデューサー：福光泰生（Big Face→PLUSMIC CFP）
- 制作：Big Face（#1-12）

## 放送内容
| 2012年 | 2012年   | 2012年                                                | 2012年                                                   |
| 回     | 初回放送 | 番組で紹介したゲームタイトル                          | 番組で紹介したゲームタイトル                             |
| 回     | 初回放送 | スクープ!マニアックス                                 | 発掘!マニアックス                                        |
| ------ | -------- | ----------------------------------------------------- | -------------------------------------------------------- |
| 1      | 7月7日   | ファンタシースターオンライン2                         | 那由多の軌跡                                             |
| 2      | 7月21日  | ペルソナ4 ジ・アルティメット イン マヨナカアリーナ    | DUNAMIS15                                                |
| 3      | 8月4日   | ZONE OF THE ENDERS                                    | デッド オア アライブ5                                    |
| 4      | 8月18日  | 戦国BASARA HD Collection                              | 化物語 ポータブル                                        |
| 5      | 9月1日   | アクセル・ワールド -銀翼の覚醒-                       | ダンボール戦機W                                          |
| 6      | 9月15日  | ブレイブリーデフォルト                                | バイオハザード6                                          |
| 7      | 9月29日  | 真・北斗無双                                          | 不思議のダンジョン 風来のシレン4 plus 神の眼と悪魔のヘソ |
| 8      | 10月13日 | Halo 4 / スクープマニアックス in 東京ゲームショウ2012 | Halo 4 / スクープマニアックス in 東京ゲームショウ2012    |
| 9      | 10月27日 | アサシン クリード III                                 | CHAOS;HEAD NOAH                                          |
| 10     | 11月10日 | エクストルーパーズ                                    | 聖闘士星矢Ω アルティメットコスモ                         |
| 11     | 11月24日 | 龍が如く5 夢、叶えし者                                | WRC 3 FIA ワールドラリーチャンピオンシップ               |
| 12     | 12月8日  | PlayStation Vita                                      | JOYSOUND DIVE                                            |
| 13     | 12月22日 | タワー オブ アイオン                                  | パズル&ドラゴンズ、恋愛リプレイ                          |

| 2013年 | 2013年   | 2013年 | 2013年 |
| 回     | 初回放送 | スクープ!マニアックス                                                                                           | 発掘!マニアックス                                                                                               |
| ------ | -------- | --- | --- |
| 14     | 1月5日   | 新年特別企画 えぐち家新年会                                                                                     | さくら荘のペットな彼女                                                                                          |
| 15     | 1月19日  | 新作ゲーム開発委員会                                                                                            | DmCデビルメイクライ                                                                                             |
| 16     | 2月2日   | メタルギア ライジング リベンジェンス                                                                            | ロリポップチェーンソー PREMIUM EDITION                                                                          |
| 17     | 2月16日  | Far Cry 3 | シャイニング・アーク                                                                                            |
| 18     | 3月2日   | SOUL SACRIFICE                                                                                                  | うたの☆プリンスさまっ♪ All Star                                                                                 |
| 19     | 3月16日  | 朧村正 | AMNESIA CROWD                                                                                                   |
| 20     | 3月30日  | STEINS;GATE 線形拘束のフェノグラム                                                                              | セブンスドラゴン2020-II                                                                                         |
| 21     | 4月13日  | トゥームレイダー                                                                                                | フォトカノ Kiss                                                                                                 |
| 22     | 4月27日  | マビノギ | ガールフレンド（仮）                                                                                            |
| 23     | 5月11日  | Pトーク スペシャル （ファンタシースターオンライン2、バイオハザード リベレーションズ アンベールド エディション） | Pトーク スペシャル （ファンタシースターオンライン2、バイオハザード リベレーションズ アンベールド エディション） |
| 24     | 5月25日  | 真・女神転生IV                                                                                                  | ヴァルハラナイツ3                                                                                               |
| 25     | 6月8日   | 超速変形ジャイロゼッター                                                                                        | インジャスティス：神々の激突                                                                                    |
| 26     | 6月22日  | ガンダムブレイカー                                                                                              | 神次元アイドル ネプテューヌPP                                                                                   |
| 27     | 7月6日   | 1周年特別企画! 視聴者プレゼントSP / マックスガールズ大反省大会                                                  | 1周年特別企画! 視聴者プレゼントSP / マックスガールズ大反省大会                                                  |
| 28     | 7月20日  | KILLER IS DEAD                                                                                                  | 地球防衛軍4 |
| 29     | 8月3日   | PトークSP：PSO2                                                                                                 | うたの☆プリンスさまっ♪ MUSIC2                                                                                   |
| 30     | 8月17日  | 英雄伝説 閃の軌跡                                                                                               | テイルズウィーバー                                                                                              |
| 31     | 8月31日  | ディズニー エピックミッキー2:二つの力                                                                           | 金色のコルダ3 フルボイス Special                                                                                |
| 32     | 9月14日  | モンスターハンター4                                                                                             | 俺の妹がこんなに可愛いわけがない。 ハッピーエンド                                                               |
| 33     | 9月28日  | BLAZBLUE -CHRONOPHANTASMA-                                                                                      | グランド・セフト・オートV                                                                                       |
| 34     | 10月12日 | ゲームマニアックス IN 東京ゲームショウ                                                                          | ゲームマニアックス IN 東京ゲームショウ                                                                          |
| 35     | 10月26日 | ドラッグオンドラグーン3                                                                                         | Painkiller Hell & Damnation                                                                                     |
| 36     | 11月9日  | Pトーク スペシャル （ゴッドイーター2、ブレイブリーデフォルト フォーザ・シークウェル）                           | Pトーク スペシャル （ゴッドイーター2、ブレイブリーデフォルト フォーザ・シークウェル）                           |
| 37     | 11月23日 | 解放少女 SIN | バットマン アーカム・ビギンズ                                                                                   |
| 38     | 12月7日  | 真・ガンダム無双                                                                                                | 金色のコルダ3 AnotherSky                                                                                        |
| 39     | 12月21日 | FCマネージャー                                                                                                  | Lord of Knights                                                                                                 |

| 2014年 | 2014年   | 2014年                                     | 2014年                                                                                          | 2014年                                     |
| 回     | 初回放送 | スクープ!マニアックス                      | 発掘!マニアックス                                                                               | インディーズ・ジョーズ                     |
| ------ | -------- | ------------------------------------------ | ----------------------------------------------------------------------------------------------- | ------------------------------------------ |
| 40     | 1月4日   | 初ゲーマニ詣スペシャル                     | 初ゲーマニ詣スペシャル                                                                          | 初ゲーマニ詣スペシャル                     |
| 41     | 1月18日  | 戦国BASARA4                                | ボーイフレンド（仮）                                                                            | -                                          |
| 42     | 2月1日   | KNACK                                      | ドリームクラブ ホストガールオンステージ                                                         | -                                          |
| 43     | 2月15日  | 龍が如く 維新!                             | ストライダー飛竜                                                                                | -                                          |
| 44     | 3月1日   | 電撃文庫 FIGHTING CLIMAX                   | Yaiba NINJA GAIDEN Z                                                                            | -                                          |
| 45     | 3月15日  | テイルズウィーバー                         | ヒーローバンク                                                                                  | -                                          |
| 46     | 3月29日  | ドリームクラブ Gogo.                       | 軍勢RPG 蒼の三国志                                                                              | -                                          |
| 47     | 4月12日  | 魔都紅色幽撃隊                             | 魔法少女大戦ZANBATSU                                                                            | -                                          |
| 48     | 4月26日  | 鬼斬                                       | モンスターストライク、ポケットナイツ、フルボッコヒーローズ                                      | -                                          |
| 49     | 5月10日  | ウルフェンシュタイン: ザ ニューオーダー    | To LOVEる -とらぶる- ダークネス バトルエクスタシー                                              | -                                          |
| 50     | 5月24日  | 英雄伝説 碧の軌跡                          | 英雄*戦姫                                                                                       | -                                          |
| 51     | 6月7日   | ウォッチドッグス                           | テイルズ オブ アスタリア                                                                        | -                                          |
| 52     | 6月21日  | World of Tanks                             | FREEDOM WARS フリーダムウォーズ                                                                 | -                                          |
| 53     | 7月5日   | PトークSP：PSO2 / 新作ゲーム開発委員会     | PトークSP：PSO2 / 新作ゲーム開発委員会                                                          | How to Survive:ゾンビアイランド            |
| 54     | 7月19日  | MURDERED 魂の呼ぶ声                        | UNDER NIGHT IN-BIRTH Exe:Late                                                                   | 僕は森世界の神になる                       |
| 55     | 8月2日   | Xbox One                                   | 閃乱カグラ2 -真紅-                                                                              | BattleBlock Theater                        |
| 56     | 8月16日  | Pトーク：ブレイブリーセカンド              | 夏休み特別企画 マックス★ガールズが解説 （共闘ギルド、SOUL SACRIFICE DELTA、フリーダムウォーズ） | メゾン・ド・魔王                           |
| 57     | 8月30日  | 英雄伝説 閃の軌跡                          | 激突!ブレイク学園                                                                               | Contrast                                   |
| 58     | 9月13日  | オメガクインテット                         | アッコの宇宙大戦争                                                                              | MIRROR WAR                                 |
| 59     | 9月27日  | モンスターハンター4G                       | Hi☆sCoool! セハガール                                                                           | Escape Goat 2                              |
| 60     | 10月11日 | ゲームマニアックス in 東京ゲームショウ2014 | ゲームマニアックス in 東京ゲームショウ2014                                                      | ゲームマニアックス in 東京ゲームショウ2014 |
| 61     | 10月25日 | HOUNDS                                     | ぽこすか動物物語                                                                                | FEZ                                        |
| 62     | 11月8日  | 電撃文庫 FIGHTING CLIMAX                   | GGUILTY GEAR Xrd -SIGN-                                                                         | Sir, You Are Being Hunted                  |
| 63     | 11月22日 | Pトーク：ファンタシースター ノヴァ         | クロスサマナー                                                                                  | Minecraft                                  |
| 64     | 12月6日  | 直撃マニアックス                           | スクラッチパイレーツ                                                                            | UnEpic                                     |
| 65     | 12月20日 | 白猫プロジェクト                           | 消滅都市、天空のクラフトフリート、クロスサマナー                                                | なし                                       |

| 2015年 | 2015年   | 2015年                                     | 2015年                                           | 2015年                                     |
| 回     | 初回放送 | スクープ!マニアックス                      | 発掘!マニアックス                                | インディーズ・ジョーズ                     |
| ------ | -------- | ------------------------------------------ | ------------------------------------------------ | ------------------------------------------ |
| 66     | 1月10日  | Pトーク：テラバトル                        | The Age of Discovery                             | Transistor                                 |
| 67     | 1月24日  | Bloodborne                                 | レジェンド オブ レガシー                         | HANGEKI                                    |
| 68     | 2月7日   | ひかりTVゲーム                             | 妖かし恋戯曲                                     | Don't Starve                               |
| 69     | 2月21日  | Sトーク：龍が如く0                         | Vプリカ                                          | ブラザーズ 2人の息子の物語                 |
| 70     | 3月7日   | 担トーク：魔界戦記ディスガイア5            | にゃんらぶ〜私の恋の見つけ方〜                   | Don't Starve                               |
| 71     | 3月21日  | 2015年このゲームがおもしろい!              | 新次元ゲイム ネプテューヌVII                     | Never Alone                                |
| 72     | 4月4日   | Pトーク：ブレイブリーセカンド              | Minecraft                                        | TorqueL                                    |
| 73     | 4月18日  | 担トーク：ドラゴンマニア・レジェンド       | プリンセスコネクト!、パズル&ドラゴンズ           | なし                                       |
| 74     | 5月9日   | スクールガールストライカーズ               | 三国志RUSH                                       | 空手マスター2                              |
| 75     | 5月23日  | 薄桜鬼 真改                                | ダーククエスト5                                  | OlliOlli                                   |
| 76     | 6月6日   | ペルソナ4 ダンシング・オールナイト         | 崩壊学園                                         | クロワルール・シグマ                       |
| 77     | 6月20日  | マグナメモリア                             | ポイッとヒーロー                                 | リストピア                                 |
| 78     | 7月4日   | Pトーク：戦国BASARA                        | バトルガール ハイスクール                        | Machinarium                                |
| 79     | 7月18日  | Pトーク：PSO2                              | 三国志RUSH                                       | Mind:PathtoThalamus                        |
| 80     | 8月1日   | オービットサーガ                           | レンドフルール                                   | Chariot                                    |
| 81     | 8月15日  | ヴァリアントナイツ                         | 怪盗グルーのミニオンラッシュ                     | Teslagrad                                  |
| 82     | 8月29日  | Pトーク：パックマン                        | 東亰ザナドゥ                                     | Poly Bridge                                |
| 83     | 9月12日  | アルスラーン戦記×無双                      | 東亰ザナドゥ                                     | The Forest                                 |
| 84     | 9月26日  | ワールド エンド エクリプス                 | 古の女神と宝石の射手                             | Dear Esther                                |
| 85     | 10月10日 | ゲームマニアックス in 東京ゲームショウ2015 | ゲームマニアックス in 東京ゲームショウ2015       | ゲームマニアックス in 東京ゲームショウ2015 |
| 86     | 10月24日 | ドラゴンズドグマ オンライン                | ゲーム・オブ・ウォー                             | Deserter Simulator                         |
| 87     | 11月7日  | モンスターハンタークロス                   | 新約アルカナスレイヤー                           | EARTH WARS                                 |
| 88     | 11月21日 | イグジストアーカイヴ                       | オーダー&カオス2:リデンプション                  | Race The Sun                               |
| 89     | 12月5日  | 電撃文庫 FIGHTING CLIMAX IGNITION          | カラオケJOYSOUND                                 | Rocket League                              |
| 90     | 12月9日  | 新約アルカナスレイヤー                     | グランブルーファンタジー、アスファルト8:Airborne | なし                                       |

| 2016年 | 2016年   | 2016年                                                                                | 2016年                                                  | 2016年                        |
| 回     | 初回放送 | スクープ!マニアックス                                                                 | 発掘!マニアックス                                       | インディーズ・ジョーズ        |
| ------ | -------- | ------------------------------------------------------------------------------------- | ------------------------------------------------------- | ----------------------------- |
| 91     | 1月9日   | 初ゲーマニ詣（バイオハザード0、 DEAD OR ALIVE Xtreme 3 Venus、パズルワンダーランド）  | 崩壊学園                                                | なし                          |
| 92     | 1月23日  | PSO2                                                                                  | マーチ オブ エンパイア                                  | THE SWAPPER                   |
| 93     | 2月6日   | ストリートファイターV                                                                 | ディバインゲート                                        | Beyond Eyes                   |
| 94     | 2月20日  | 海外ゲーム特集（ジャストコーズ3、 ライフ イズ ストレンジ、Horizon Zero Dawn等 6作品） | ドミネーションズ–文明創造–                              | Please, Don't Touch Anything  |
| 95     | 3月5日   | スターオーシャン5                                                                     | 幻獣契約クリプトラクト                                  | The Bug Butcher               |
| 96     | 3月19日  | 電撃サミット2016                                                                      | モンスターハンター エクスプロア                         | The Witness                   |
| 97     | 4月2日   | キートーク：リーグ・オブ・レジェンド                                                  | チェインクロニクル〜絆の新大陸〜                        | I am Bread                    |
| 98     | 4月16日  | Pトーク：アンチャーテッド 海賊王と最後の秘宝                                          | 城とドラゴン                                            | Goat Simulator                |
| 99     | 4月30日  | Dトーク：三国天武                                                                     | 幻獣契約クリプトラクト、パズル&ドラゴンズ               | なし                          |
| 100    | 5月7日   | 放送100回記念ゲーマニアワード                                                         | 放送100回記念ゲーマニアワード                           | 放送100回記念ゲーマニアワード |
| 101    | 5月21日  | PlayStation VR                                                                        | 白猫プロジェクト                                        | Samorost 3                    |
| 102    | 6月4日   | 逆転裁判6                                                                             | モバイルストライク                                      | Super Time Force Ultra        |
| 103    | 6月18日  | クロバラノワルキューレ                                                                | 三国志タクティクスデルタ                                | Shadow of the Beast           |
| 104    | 7月2日   | イースVIII                                                                            | サモンズボード                                          | Mighty No. 9                  |
| 105    | 7月16日  | パズドラクロス 神の章/龍の章                                                          | Cトーク：世界一長い5分間                                |                               |
| 106    | 8月6日   | 三国天武                                                                              | ドラゴンプロジェクト、ガールズ&パンツァー 戦車道大作戦! | なし                          |
| 107    | 8月20日  | 戦国BASARA 真田幸村伝                                                                 | PSO2                                                    | Mini Metro                    |
| 108    | 9月3日   | BLAZBLUE CENTRALFICTION                                                               | ドラゴンズドグマ オンライン                             | SUPERHOT                      |
| 109    | 9月17日  | 人喰いの大鷲トリコ                                                                    | モンスタードライブレボリューション                      | INSEIDE                       |
| 110    | 10月1日  | ソードアート・オンライン-ホロウ・フラグメント-                                        | ワールドクロスサーガ 時を思考する対戦RPG                | ABZU                          |
| 111    | 10月15日 | [[]]                                                                                  | [[]]                                                    |                               |
| 112    | 10月29日 | [[]]                                                                                  | [[]]                                                    |                               |
| 113    | 11月12日 | [[]]                                                                                  | [[]]                                                    |                               |
| 114    | 11月26日 | [[]]                                                                                  | [[]]                                                    |                               |
| 115    | 12月10日 | [[]]                                                                                  | [[]]                                                    |                               |
| 116    | 12月24日 | [[]]                                                                                  | [[]]                                                    |                               |